# Орден «Трудова слава» (Казахстан)
Орден «Трудова слава» (каз. Еңбек Даңқы) — державна нагорода Республіки Казахстан за трудові досягнення.

## Історія
У квітні 2014 року депутати Мажилісу від фракції «Ак жол» запропонували відродити звання «Ветеран праці» (Єңбек ардагері) — для громадян, які сумлінно пропрацювали 40 і більше років у державному, приватному чи громадському секторах економіки та соціальної сфери, з врученням відповідного — медалі. Вже в травні 2014 року від уряду було отримано відповідь, що планується заснувати орден «Праця» (Єбек) та медаль «Ветеран праці» (Ебек ардагері).
Почесне звання «Ветеран праці» (Єңбек ардагері) з врученням відповідної медалі було запроваджено Постановою Уряду Республіки Казахстан від 31 липня 2014 року за № 855.
Ідею про заснування ордена Трудової слави трьох ступенів президент Казахстану Нурсултан Назарбаєв озвучив у ході загальнонаціонального телемосту «Нова індустріалізація Казахстану: результати 2014 року та першої п'ятирічки» у грудні 2014 року.
17 березня 2015 року главою держави було підписано Закон Республіки Казахстан «Про внесення змін та доповнень до деяких законодавчих актів Республіки Казахстан з питань оптимізації та автоматизації державних послуг у соціально-трудовій сфері», яким передбачається започаткування нової державної нагороди — ордену «Єңбек Даңқи» (Трудова Слава).
9 листопада 2020 року главою держави було підписано Закон Республіки Казахстан «Про внесення змін та доповнень до деяких законодавчих актів Республіки Казахстан з питань енергетики, транспорту та державних нагород», в якому було розширено перелік осіб, які нагороджуються орденом «Єңбек Даңқи».

## Становище
Орденом «Єңбек Даңқи» нагороджуються робітники та трудівники промисловості, транспорту, будівництва, сільського господарства, освіти, охорони здоров'я, соціального забезпечення та інших галузей за плідну багаторічну працю на підприємствах, установах, організаціях, а також за найвищі показники у виробництві. праці та поліпшення якості продукції, підвищення конкурентоспроможності національної економіки.
Кавалери ордену «Єңбек Даңқи» трьох ступенів прирівнюються за статусом до осіб, удостоєних звання «Герой Праці Казахстану».

## Ступені
Орден «Єбек Дақи» складається з трьох ступенів:
- «Єбек Даңқи» І ступеня;
- «Ебек Даңқи» II ступеня;
- «Ебек Даңқи» III ступеня.

Найвищим ступенем ордена є I ступінь. Нагородження проводиться послідовно: III ступенем, II ступенем та I ступенем.

## Опис

### 1 ступінь
Знак ордену «Еңбек Даңқи» І ступеня представляє правильну п'ятикутну стилізовану зірку. Окантовка променів зірки оформлена фігурним бортиком, що виступає. Центри променів зірки покриті прозорою рубіновою емаллю, під якою просвічує рифлений ромбічний візерунок. Між променями зірки розташовані пелюстки з національним орнаментом у формі трилисника.
У центрі п'ятикутної зірки розташована накладка у вигляді круглого щита діаметром 14 мм. У центрі щита на тлі прозорої рубінової емалі розташований напис — «Ебек Дақи». Низ щита охоплює стрічка, покрита блакитною емаллю, та геральдичний щит. На геральдичному щиті на тлі прозорої рубінової емалі розташована римська цифра «I» — позначення ступеня ордену.
Діаметр знака ордену 45 мм, виготовлений зі срібла із позолотою.
Знак ордену за допомогою вушка та двох ланцюжків з'єднується з колодкою прямокутної форми. Висота колодки 22 мм, ширина 37 мм із двома кільцями для кріплення знака. Поле колодки залито блакитною емаллю із двома червоними діагональними смугами.
На звороті колодки встановлена шпилька з візорним замком, за допомогою якої виріб кріпиться до одягу.
Всі зображення та написи на виробі виступають, блискучі.
На звороті зірки гравірується порядковий номер.

### 2 ступінь
Знак ордена «Ебек Даңқи» II ступеня представляє правильну п'ятикутну стилізовану зірку. Між променями зірки розташовані пелюстки з національним орнаментом у формі трилисника золотого кольору. У центрі п'ятикутної зірки розташована накладка золотого кольору у вигляді круглого щита діаметром 14 мм. У центрі щита на тлі прозорої рубінової емалі розташований напис — «Ебек Дақи». Низ щита охоплює стрічка, покрита блакитною емаллю, та геральдичний щит. На геральдичному щиті на тлі прозорої рубінової емалі розташована римська цифра «II» — позначення ступеня ордену.
Діаметр знака ордену 45 мм, виготовлений зі срібла із частковим позолоченням.
Знак ордену за допомогою вушка та двох ланцюжків з'єднаний з колодкою прямокутної форми. Висота колодки 22 мм, ширина 37 мм із двома кільцями для кріплення знака. Поле колодки залито блакитною емаллю із чотирма червоними діагональними смугами.
На звороті колодки встановлена шпилька з візорним замком, за допомогою якої виріб кріпиться до одягу.
Всі зображення та написи на виробі виступають, блискучі.
На звороті зірки гравірується порядковий номер.

### 3 ступінь
Знак ордену «Ебек Даңқи» III ступеня представляє правильну п'ятикутну стилізовану зірку. У центрі п'ятикутної зірки розташована накладка у вигляді круглого щита діаметром 14 мм. У центрі щита на тлі прозорої рубінової емалі розташований напис — «Ебек Дақи». Низ щита охоплює стрічка, покрита блакитною емаллю, та геральдичний щит. На геральдичному щиті на тлі прозорої рубінової емалі розташована римська цифра «III» — позначення ступеня ордену.
Діаметр знака ордену 45 мм, виготовлений зі срібла.
Знак за допомогою вушка та двох ланцюжків з'єднаний з колодкою прямокутної форми. Висота колодки 22 мм, ширина 37 мм із двома кільцями для кріплення знака. Поле колодки залито блакитною емаллю із шістьма червоними діагональними смугами.
На звороті колодки встановлена шпилька з візорним замком, за допомогою якої виріб кріпиться до одягу.
Всі зображення та написи на виробі виступають, блискучі.
На звороті зірки гравірується порядковий номер.